# Airstair
Airstair（エアステア）は、Recreator合同会社が運営するホテル・旅行クーポン専門メディアである。

## 概要
Airbnbに特化した情報専門サイトとして登場。現在は全国旅行支援、GoToトラベル、県民割、ふっこう割など全国の旅行クーポン情報を配信するホテル・旅行クーポン専門メディアとなっている。2022年10月に1,000万PVを達成した。

## 沿革
- 2015年8月 Airbnbに特化した情報専門サイトとしてオープン。
- 2016年1月 民泊に特化した情報専門サイト「Airstair」としてリニューアルオープン。[2]
- 2017年5月 バケーションレンタルEXPOに協賛企業として参画。
- 2017年5月 インプレスから「できるAirbnb エアビーアンドビー 初めてでも安心・安全に民泊を始められる本」を出版。[3]
- 2018年5月 バケーションレンタルEXPOに協賛企業として参画。
- 2020年8月 ホテル、民泊業界メディアの Airstair（エアステア）、2020 年 8 月に 120 万PV を達成[4]
- 2020年10月 ホテル、民泊業界メディアの Airstair（エアステア）、2020 年 10 月に 170 万PV を達成！過去最高を更新[5]
- 2021年11月 「全力！脱力タイムズ」（フジテレビ）[6]
- 2022年05月 「垣花正 あなたとハッピー!」 （ニッポン放送）に出演[6]
- 2022年10月 月間アクセス数が過去最高の 1000 万PV 達成[7]